# Road Rash

Bildschirmaufbau von Road Rash 2 (1992) für Mega Drive

Road Rash ist eine Reihe von Videospielen, die von Electronic Arts entwickelt wurde. In den Spielen geht es darum, an einem illegalen, gewaltsamen Motorradrennen teilzunehmen und zu gewinnen. Es wurde ursprünglich für Sega Mega Drive veröffentlicht und wurde noch für diverse andere Plattformen portiert. Zwischen 1991 und 2003 wurden neun Spiele entwickelt. In der englischen Umgangssprache bezeichnet road rash Schürfwunden wie sie etwa bei Motorradunfällen auftreten.

## Beschreibung
Road Rash zeichnete sich besonders durch die Möglichkeit aus, Kämpfe während des Rennens zu führen. So kann man zum einen die Konkurrenten mit einem Tritt von der Bahn werfen, zum anderen kann man sie auch mit Faustschlägen, Knüppel und Ketten vom Motorrad fallen lassen. Mitfahrende Polizeimotorräder können dabei dafür sorgen, dass das Rennen für den Spieler beendet wird, wenn dieser gerade nicht auf dem Motorrad sitzt.
Es gibt fünf Strecken, die mit 15 verschiedenen Motorrädern befahrbar sind, davon vier mit Nitro-Einspritzung.
Mit einigem Geschick und dem richtigen Timing ist es möglich, einem anderen Fahrer den Knüppel bzw. die Kette abzunehmen.
1994 erschien eine neue Variante von Road Rash für das 3DO. Es bietet ein reales 3D-Gelände, jedoch werden die Fahrer als Sprites dargestellt. Spätere Umsetzungen für den PC, Sega Saturn und der Sony Playstation basieren auf Vorlage des 3DO-Spieles. Des Weiteren befanden sich zahlreiche Musiktitel von A&M Records, Inc. auf der CD. Zahlreiche Videos die zwischen den Rennen eingespielt wurden, drehte man extra für das Spiel. Diese spielte man je nach Rennsituation ab. Für die musikalische Untermalung wurden Stücke der US-amerikanischen Alternative-Rock-Band Paw verwendet.

## Veröffentlichungen
| Titel                | Jahr | Plattform                                                                                 |
| -------------------- | ---- | ----------------------------------------------------------------------------------------- |
| Road Rash            | 1991 | Amiga, Atari ST, Game Boy, Game Boy Color, Game Gear, Sega Mega Drive, Sega Master System |
| Road Rash 2          | 1992 | Mega Drive                                                                                |
| Road Rash            | 1994 | 3DO, PlayStation, Sega Saturn, Windows, Sega Mega-CD                                      |
| Road Rash 3          | 1995 | Mega Drive                                                                                |
| Road Rash PC         | 1996 | Windows PC                                                                                |
| Road Rash 3D         | 1998 | PlayStation                                                                               |
| Road Rash 64         | 1999 | Nintendo 64                                                                               |
| Road Rash: Jailbreak | 2000 | PlayStation                                                                               |
| Road Rash: Jailbreak | 2003 | Game Boy Advance                                                                          |